# المسيح الصغير (فلم)
المسيح الشاب (بالإنجليزية: The Young Messiah) هو فيلم درامي إنجيلي تم إنتاجه في سنة 2016 وهو من إخراج سايروس ناوراستيه وبطولة آدم غريفس نيل و شون بين و ديفيد برادلي و لي بوردمان و جوناثان بيلي و دايفيد بيرك، قصة الفيلم مأخوذة من رواية السيد المسيح: خارج مصر للكاتبة الأمريكية آن رايس.

## القصة
قصة الفيلم تتكلم عن حياة المسيح عندما كان طفل بعد عودته مصر إلى الناصرة مع والدته مريم العذراء وزوجها يوسف ويحاول بعدها معرفة أسرار ولادته من والدته ومن يوسف وعن المعجزات التي حصلت حينها ليعرف حقيقته.

## البطولة
- أدم غريفز نيل بدور يسوع
- شون بين بدور سيفيروس
- ديفيد برادلي بدور كبير الكهنة
- لي بوردمان بدور قائد روماني
- جوناثان بيلي بدور هيرودس
- ديفيد بورك بدور الكاهن الأعمى
- روري كينان بدور الشيطان
- إيزابيل أدرياني بدور سيليني
- فنسنت وولش بدور يوسف النجار
- أغني سكوت بدور مريم أخت موسى
- سارا لازارو بدور مريم العذراء
- بول أيرلاند بدور جندي روماني
- جاريث ميرز بدور هارون
- دوروثيا ميركوري بدور زوجة هارون
- كرستيان مكاي بدور كليوباس
- جين لابوتير بدور سارة
- كليف روسيل بدور وير

## وصلات خارجية
- مقالات تستعمل روابط فنية بلا صلة مع ويكي بيانات

- المسيح الشاب على قاعدة بيانات الأفلام على الإنترنت

لا توجد روابط لمواقع التواصل الاجتماعي.